# Ниндзято
Ниндзято (яп. 忍者刀 ниндзято:), также известен как ниндзякэн (яп. 忍者剣) или синобигатана (яп. 忍刀) — катана, которой пользовались ниндзя. Это короткая катана, выкованная с гораздо меньшим усердием, чем катана или тати. Современные ниндзято часто имеют прямой клинок и квадратную цубу (гарду). Но оригинальные ниндзято были изогнутыми. Некоторые источники утверждают, что ниндзято, в отличие от катаны или вакидзаси, использовался для нанесения как режущих, так и колющих ударов. Однако основной функцией катаны был мощный режущий удар. Также утверждается, что ниндзято имел обратный хват. Это тоже неверно: ниндзя сражались в основном в узких коридорах, где действовать по принципу «размахнись рука, раззудись плечо» нельзя.
Поскольку японские кузнецы-оружейники были тесно связаны с аристократией, чаще всего никаких контактов у ниндзя с ними не было. Поэтому обычное, захваченное у самураев оружие переделывалось для целей ниндзя. При этом они не испытывали никаких стеснений, так как не признавали идеологии самураев и их почитания меча. В зависимости от необходимости клинки мечей укорачивались.
Согласно словам Хацуми Масааки, ниндзято были разных форм и размеров. Однако чаще всего они были короче катан, используемых самураями. С прямым клинком, но все равно слегка изогнутым. Типичный ниндзято был больше похож на вакидзаси, имевший рукоятку, как у катаны и размещавшийся в таких же ножнах. Это давало возможность выхватить меч быстрее противника и к тому же одурачить его, так как такая маскировка никоим образом не выдавала истинную сущность ниндзя. Свободное место в ножнах могло использоваться для хранения или сокрытия другого инвентаря или необходимых вещей. Более короткий клинок в ряде случаев был недостатком, так как противник мог значительно сократить дистанцию, но в ряде поединков это же было и преимуществом, так как ниндзя мог в полной мере использовать малую длину клинка, например, в иайдо-поединке, когда нужно вытащить меч и поразить противника как можно быстрее. Другие исследователи, впрочем, полагают, что более короткий клинок давал преимущество ниндзя в том плане, что его было куда легче скрыть, и, что немаловажно, он давал преимущество в случае боя в помещении: стены и потолки значительно препятствовали использованию самураями катаны в некоторых приёмах нападения.
Как отмечалось, ниндзя существенно переделывали мечи самураев, делая из них ниндзято. Все части, кроме клинка, для использования ночью делали чёрными. Некоторые утверждают, что чернили и клинок, что, впрочем, неверно: чернили низкокачественные мечи для консервации в арсеналах (зажиточные самураи консервировали мечи в бочках с маслом).
Ножны часто переделывали таким образом, что их можно было использовать в качестве трубки для дыхания под водой или духового оружия.
Когда ниндзя надо было забраться на стену, он прислонял к ней меч или в ножнах упирал его в землю, вставал ногой на цубу и, таким образом, использовал меч как вспомогательную лесенку. В завершение оружие затягивалось вверх за ремешок, прикрепленный к ножнам.
Гораздо более оригинальным образом применения был «прибор ночного видения»: когда ниндзя попадал в темное помещение, он использовал меч в качестве зонда, чтобы нащупать противника и сразу же его убить. Для этого применялся следующий способ: ниндзя вешал ножны устьем на острие меча, при этом ремень от ножен удерживался в зубах. Как только он этим импровизированным приспособлением натыкался на противника, он чувствовал самый слабый контакт — отпускал ремешок изо рта, ножны соскальзывали с клинка, и ниндзя мог одним движением нанести удар.
Ниндзя не гнушались отравлять свои мечи: клинки погружали в смесь из конского навоза и крови. Ранение таким оружием приводило к заражению крови, мышечным судорогам и смерти. Иногда клинки прятали в посохи странников. Данная модификация позволяла ниндзя маскироваться под странствующего монаха (комусо). Такие мечи были лишены цубы (гарды) и назывались сикомидзуэ.